# آنامیکا (فیلم ۲۰۰۸)
آنامیکا (به هندی: Anamika) یا بی‌نام فیلمی محصول سال ۲۰۰۸ و به کارگردانی آنانت ماهادوان است. در این فیلم بازیگرانی همچون منیشا لامبا، دینو مورئا، کوئنا میترا، آچینت کائور، گلشن گروور ایفای نقش کرده‌اند.